# Ligaria brevicollis ignota
Ligaria brevicollis ignota es una subespecie de mantis de la familia Mantidae.

## Distribución geográfica
Se encuentra en Botsuana Malaui, Namibia y Zimbabue.